# Vinaigrette
Con il termine francese vinaigrette (/vinɛˈɡʁɛt/ ) si intende una miscela di sale, olio e aceto. Viene usata come condimento per insalate, piatti di verdure crude o cotte e alcune varietà di pesce.

## Storia
Dopo aver scoperto l'aceto (in francese vinaigre) e le sue virtù con cui venivano esaltati alcuni piatti, si aggiungeva un po' d'olio per ammorbidire l'acidità dell'aceto, il cui basso pH irrita alcuni palati e può mascherare il sapore del cibo. Si formò così una salsa chiamata "vinaigrette", dove il suffisso "ette" esprime la riduzione di acidità apportata dall'olio. Poi venne aggiunto un po' di sale, fino a formare il trittico che conosciamo.

## Preparazione
Le esatte quantità per la preparazione di una vinaigrette variano a seconda dei gusti. In generale si prepara con 2/3 di olio e 1/3 di aceto e l'eventuale aggiunta degli altri ingredienti secondo il gusto personale. 
Fondamentale per una buona riuscita della salsa è che gli ingredienti siano perfettamente amalgamati e che l'emulsione risulti omogenea.

## Varianti
Esistono diverse varianti di vinaigrette, composte aggiungendo ulteriori ingredienti (come senape, pepe o altri aromi) al composto base. Altre ricette prevedono l'uso di aceto balsamico o l'aggiunta di vino bianco.
Se al posto dell'aceto viene utilizzato il succo di limone, si parla di citronette.
Negli USA viene preparato un condimento per insalate inventato da italoamericani con aceto, olio, peperoni tritati e spezie che prende il nome di Italian dressing.